# Damla Demirdön
Damla Demirdön, (Ankara, 6 de setembre de 1990) és una jugadora de futbol turca. En la seva carrera professional va jugar per a Gazi Üniversitesi SK d'Ankara i Ataşehir Belediyespor d'Istanbul. També juga a la selecció nacional turca. És seguidora de BJK.